# Goldberger Izidor
Goldberger Izidor (Bátorkeszi, 1876. július 1. – Németország?, 1944) bölcsészdoktor, sátoraljaújhelyi, később tatai rabbi, egyházi író.

## Élete
Az Esztergom vármegyei Bátorkeszin született. 1893 és 1902 között a budapesti rabbiképző növendéke volt. 1901-ben avatták bölcsészdoktorrá Budapesten, 1903-ban pedig rabbivá. 1903-tól sátoraljaújhelyi, 1912-től pedig tatai rabbi. Számos bel- és külföldi szaklap munkatársaként sok cikke jelent meg a különböző német-és héber nyelvű zsidó lexikonokban. Előszeretettel foglalkozott a talmudi perszonáliákkal és a magyar zsidó történettel. 
1944 júniusában Auschwitzba deportálták, 1944-ben halt meg ismeretlen helyen.

## Jelentősebb művei
- Durán polémiája az iszlám ellen (Budapest, 1901)
- Midras Jiszróel. Midrásszemelvények a Tanchumából (Szinérváralja, 1907)
- Zemplén vármegyei zsidó családfők az 1811-12. években és szereplésük a Napóleon elleni nemesi felkelésben (Sátoraljaújhely, 1910)
- Zsidó-anyag Tata monographiájához (Tata, 1914)
- Chacham Cebi Budán. (Budapest, 1920)
- Mekorosz lekorosz hajhudim be-Hungária (Budapest, 1923)
- Resimasz Amoróim (Budapest, 1923)
- A tatatóvárosi zsidóság története; Neuwald Ny., Bp., 1938

Cikkei és tanulmányai az Ocár Jiszrael-ben, a Haeskol-ban, az Imit évkönyveiben, a Magyar Zsidó Szemlében, a Hacófe-ban, a Magyar Izraelben, az Egyenlőségben, a Múlt és Jövőben, az Adalékok Zemplénvármegyetörténetéhez-ben, az Országos Egyetértésben, a Blau Emlékkönyvben, a Monatsschrift für Geschiehte und Wissenschaft des Judentumsban jelentek meg.